# LIAG-Institut für Angewandte Geophysik
Das LIAG-Institut für Angewandte Geophysik (ehemals Leibniz-Institut für Angewandte Geophysik, kurz LIAG) ist eine eigenständige, außeruniversitäre Forschungseinrichtung für angewandte Geophysik mit Sitz in Hannover. Sie fungiert als Anstalt des öffentlichen Rechts als Nachfolger des ehemaligen Instituts für geowissenschaftliche Gemeinschaftsaufgaben (GGA).
Das Institut bildet zusammen mit der Bundesanstalt für Geowissenschaften und Rohstoffe und dem Landesamt für Bergbau, Energie und Geologie das Geozentrum Hannover.
Bis Ende 2019 war das LIAG als Leibniz-Institut für Angewandte Geophysik Teil der Leibniz-Gemeinschaft. Das Land Niedersachsen beurteilte das LIAG nach Ende der Mitgliedschaft als unverzichtbaren Bestandteil der nationalen Forschungslandschaft und übernahm daher mit Ende der Bund-Länder-Förderung 2023 die Finanzierung. Durch die Umsetzung der Empfehlungen aus der letzten Evaluierung, unter anderem durch Zukunftsworkshops, der Etablierung einer eigenen Verwaltung, der Schärfung des Forschungsprofils, der Einwerbung zahlreicher nationaler und internationaler Großprojekte, wird eine Wiederaufnahme des LIAG in die Leibniz-Gemeinschaft angestrebt. Der Name des Instituts ist noch als Leibniz-Institut für Angewandte Geophysik im Gesetz verankert und der Name LIAG-Institut für Angewandte Geophysik stellt rechtlich daher nur eine Marke des Instituts dar, jedoch tritt die Forschungseinrichtung zunehemend unter der Markenbezeichnung öffentlich auf, um seine Abgrenzung zur Leibniz-Gemeinschaft zu verdeutlichen.

## Aufgabenbereiche

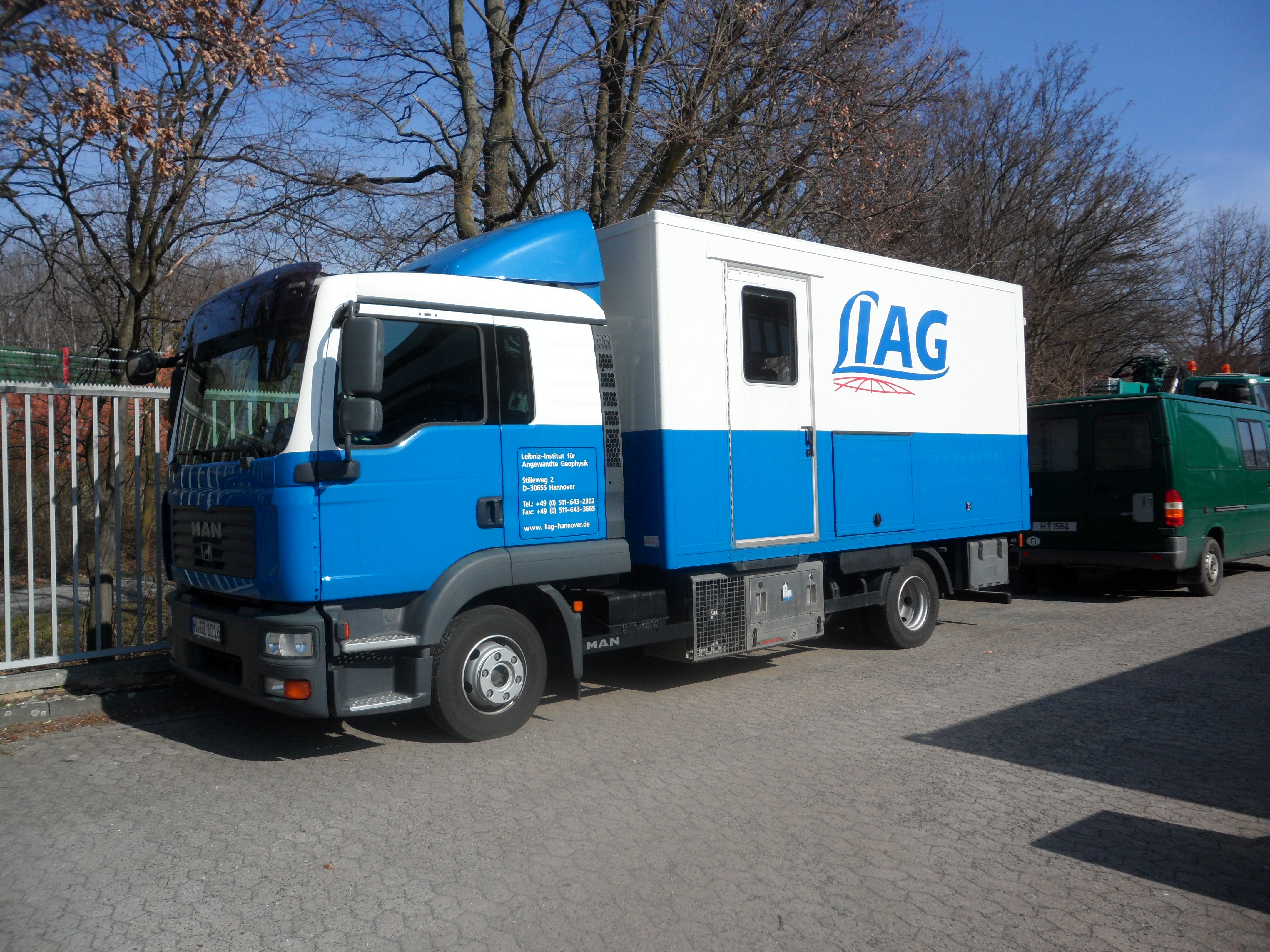
LIAG-LKW

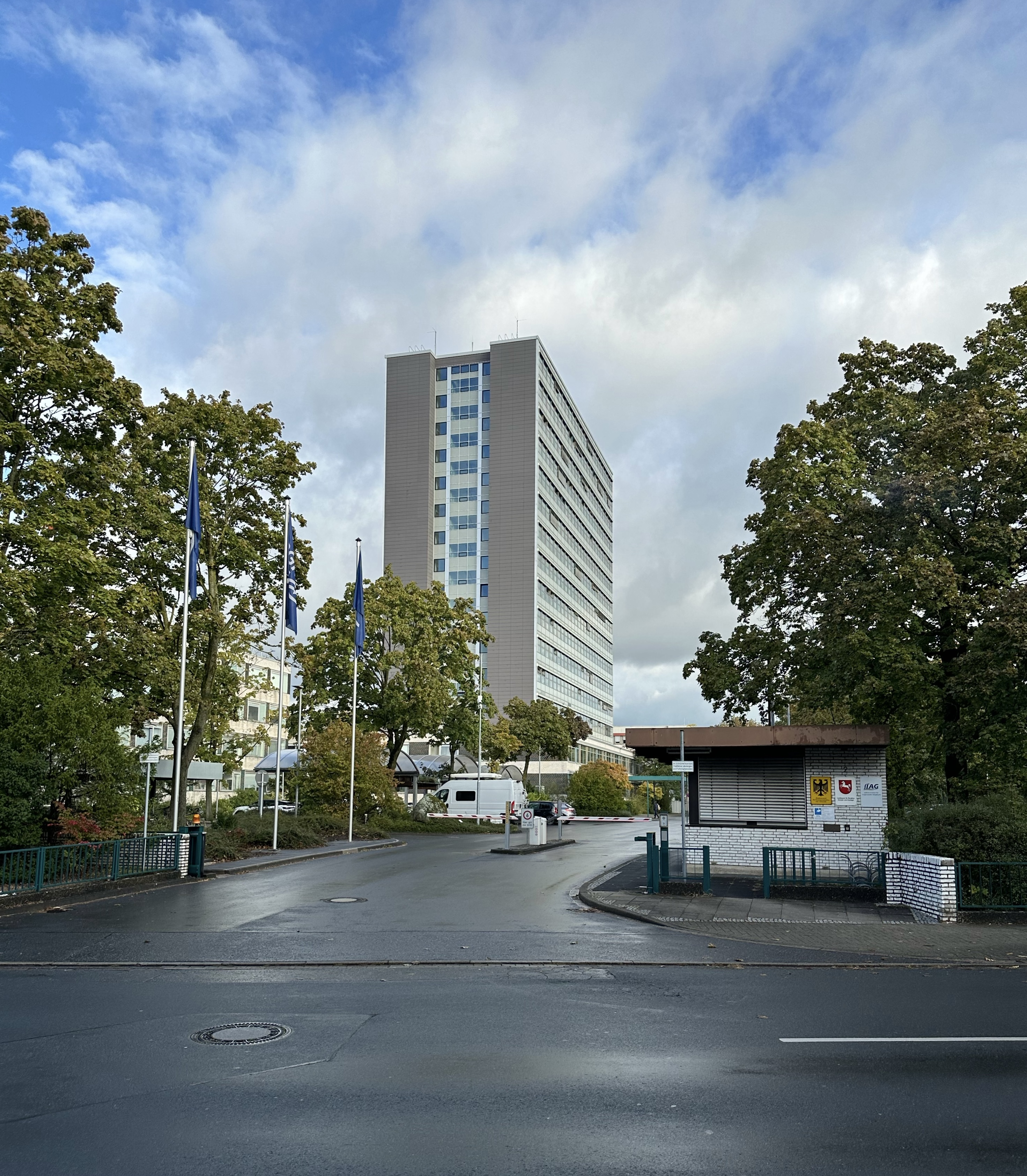
Sitz in Hannover

Hauptforschungsziel ist die Untersuchung von Prozessen im anthropogen beeinflussbaren Untergrund, im Vorfeld und als Folge einer wirtschaftlichen Nutzung sowie zur Daseinsvorsorge und zum Schutz der Umwelt. Entsprechend liegen die zentralen Aufgabenfelder in der Erkundung von Strukturen und Zuständen des Untergrundes, einschließlich deren Entwicklung in Raum und Zeit. Das LIAG koordiniert Forschungsaktivitäten im In- und Ausland und kooperiert mit geologischen Diensten von Bund und Ländern, Hochschulen, Forschungseinrichtungen und der Industrie.
Das Institut fokussiert seine Arbeiten auf zeitlich befristete, thematisch ausgerichtete Forschungsschwerpunkte im Fach der physikalischen Geowissenschaften. Die derzeitigen Schwerpunkte sind:
- Struktur, Qualität und Prozesse von Grundwassersystemen, z. B. die Dynamik von Grundwässern in großskaligen unterirdischen Rinnensystemen
- Geothermische Energie, Forschung im Vorfeld einer wirtschaftlichen Erdwärmenutzung, etwa die Ergiebigkeit tiefer, geothermisch nutzbarer Grundwasserleiter
- Struktur, Genese und Alter terrestrischer Sedimentsysteme, wie etwa der mächtigsten quartären Ablagerungen im Oberrheingraben
- Methodische Entwicklungen: Forschungsarbeiten zur Entwicklung von Mess- und Auswerteverfahren in den Fachdisziplinen Seismik, Gravimetrie, Geomagnetik, Geoelektrik, Elektromagnetik, Geothermik, Gesteinsphysik, Geochronologie, Isotopenhydrologie, Bohrlochgeophysik, Informationssysteme und andere

Das LIAG betreibt zur Speicherung seiner und anderer geophysikalischer Messdaten und deren zur Verfügung Stellung das Fachinformationssystem Geophysik und das Geothermische Informationssystem GeotIS.

## Struktur

### Leitung
An der Spitze der Organisation steht eine Institutsleitung, vertreten durch Direktor Martin Sauter, welche durch ein Kuratorium beaufsichtigt wird. Die Leitung wird von einem wissenschaftlichen Beirat, einer Administration, einem Management für Öffentlichkeitsarbeit und Wissenschaftskoordination, einer IT-Abteilung für Dateninfrastruktur und durch verschiedene interne Gremien und Beauftragte begleitet.

### Forschungsabteilungen
Das Institut ist in 3 Forschungsabteilungen mit je 2 Forschungsbereichen unterteilt:
- Geophysikalische Erkundung (Geoelektrik, Elektromagnetik, NMR, Seismik, Georadar, Gravimetrie)
  - Strukturen
  - Monitoring

- Geophysikalische Parametrisierung (Bohrlochgeophysik, hydrogeophysikalische Charakterisierung, Gesteins- und Paläomagnetik, Petrophysik, geochronologische Methoden)
  - Regionalisierung
  - Gesteinsphysikalische Charakterisierung
- Systemintegration (geologische Modelle, Grundwassermodellierung, Reservoirmodellierung, Szenarioanalyse)
  - Statische Modellierung
  - Dynamische Modellierung

Die Abteilung arbeiten insbesondere in den drei Themenbereichen: Grundwasser(systeme), Geogefahren und Georeservoire (Energiequellen und -speicher).

## Geschichte

### Geowissenschaftliche Gemeinschaftsaufgaben: 1948 – 2008
Das Leibniz-Institut für Angewandte Geophysik (LIAG) geht aus der Abteilung „Geowissenschaftlichen Gemeinschaftsaufgaben“ (GGA) hervor, die 1948 durch die Höchster Vereinbarungen ins Leben gerufen wurde. Im März 1949 wurde die Finanzierung dieser Aufgaben durch das Königsteiner Staatsabkommen geregelt. Von 1950 bis 1958 ist das GGA Teil des Amtes für Bodenforschung (AfB), worin die geologischen Landesämter Niedersachsens und Nordrhein-Westfalens dem GGA die überregionalen Aufgaben – die „Gemeinschaftsaufgaben“ – übertragen. Durch ein Verwaltungsabkommen zwischen der Bundesrepublik Deutschland und dem Land Niedersachsen entsteht 1958 in Hannover die Bundesanstalt für Bodenforschung (BfB, zugehörig zum Bundesministerium für Wirtschaft, heutige BGR) aus dem Bestand des AfB in Hannover. Die GGA verbleibt jedoch vorerst im AfB und wird mit der Auflösung 1959 Teil des Nachfolgers Niedersächsisches Landesamt für Bodenforschung (NLfB).
Ab 1963 mietet das AfB erstmals die heutige LIAG-Außenstelle Grubenhagen, um die Liegenschaft unter anderem für geophysikalische Langzeitversuche zu nutzen. Seit dem Jahr 1968 befindet sich dort das Gesteinsmagnetiklabor des Instituts. Im Januar 1977 tritt die „Rahmenvereinbarung zwischen Bund und Ländern über die gemeinsame Förderung der Forschung nach Artikel 91b GG“ in Kraft und die GGA erhält den Status einer „Blaue Liste“-Einrichtung und wurde entsprechend gefördert.
Der Wissenschaftsrat kritisiert 1996, dass die GGA keine selbstständige Forschungseinrichtung von überregionaler Bedeutung und gesamtstaatlichem wissenschaftlichen Interesse sei. Das leitet für die GGA Änderungsmaßnahmen zur Neuorientierung im Rahmen einer dreijährigen Übergangsphase ein. Im Februar 1998 veröffentlichten die GGA ein Konzept für eine Forschungseinrichtung auf Grundlage der Empfehlungen des Wissenschaftsrates, welches sich ausschließlich auf den positiv evaluierten Arbeitsbereich Geophysik stützt.
Im Dezember 1999 wird das Institut für Geowissenschaftliche Gemeinschaftsaufgaben (GGA-Institut) offiziell als eigenständige Forschungseinrichtung gegründet. Die Mitarbeiterinnen und Mitarbeiter der Abteilung N 1 des niedersächsischen Landesamtes für Bodenforschung, die überwiegend mit geophysikalischen Forschungsaufgaben beschäftigt sind, nehmen ab dem Folgejahr ihre Arbeit im neuen Institut auf. Gründungsdirektor war Hansjürgen Dürbaum, auf den im Juli 2001 Hans-Joachim Kümpel als erster offizieller Direktor des Instituts für Geowissenschaftliche Gemeinschaftsaufgaben folgte. Ende 2004 besteht das GGA die Evaluierung der Leibniz-Gemeinschaft mit sehr gutem Erfolg.

### Leibniz-Institut für Angewandte Geophysik: 2008 – heute
Im Dezember 2008 erfolgte die Umbenennung in Leibniz-Institut für Angewandte Geophysik (LIAG), das LIAG bildet fortan mit dem BGR und LBEG das Geozentrum Hannover. Im November 2011 bestand das LIAG eine Evaluierung erneut mit sehr gutem Erfolg. Im April 2016 übernahm Thomas Wonik interimistisch die Leitung des Instituts, gefolgt von Manfred Frechen im April 2018.
Der Senat der Leibniz-Gemeinschaft empfiehlt im März 2019 nach einer negativen Evaluation Ende 2018 das LIAG nicht weiter, als Mitglied zu fördern. Mit Beginn des Jahres 2020 endete offiziell die Mitgliedschaft des LIAG in der Leibniz-Gemeinschaft, gleichzeitig sicherte das Land Niedersachsen aber die Fortführung der Finanzierung zu (Jahresetat 2019 von etwa 10,6 Millionen Euro), als in Folge die Bund-Länder-Förderung 2023 eingestellt wurde. Im November 2020 wurde Manfred Frechen offiziell zum kommissarischen Direktor ernannt, und Gerald Gabriel wurde als sein Stellvertreter eingesetzt. Die Leitung erstellte einen Entwurf zur Neuausrichtung der Forschung mit den Startthemen Grundwasser-Geophysik und Geogefahren. Im Dezember 2022  übernahm Martin Sauter die Leitung des Instituts.
Als neues Mitglied der Initiative Wissenschaft Hannover ist das LIAG mit den Lenkungskreisen der Universitäten, Hochschulen und Forschungseinrichtungen unter der Schirmherrschaft der Landeshauptstadt Hannover vernetzt und unter anderem gemeinsamer Partner des Novembers der Wissenschaft in Hannover.
Beginn des Jahres 2023 wechselte die Finanzierung von der Bund-Länder-Finanzierung (50 % Bund, 37,5 % Niedersachsen und 12,5 % übrige Bundesländer) zu der vollständigen Übernahme durch das Land Niedersachsen.